# Fred Rutten
Fredericus Jacobus (Fred) Rutten (Alverna, 5 december 1962) is een Nederlands voetbaltrainer en voormalig betaald voetballer. Hij kwam als centrale verdediger zijn hele voetballoopbaan voor FC Twente uit. Hierna was Rutten trainer bij FC Twente, FC Schalke 04, PSV, Vitesse, Feyenoord, Al Shabab, Maccabi Haifa en RSC Anderlecht.

## Carrière als voetballer

### Clubcarrière
Rutten begon als kind met voetballen bij amateurclub VV Alverna. Op 15-jarige leeftijd verhuisde hij naar FC Twente, waar hij op 13 april 1980 onder trainer Hennie Hollink zijn debuut maakte in het eerste elftal. In de thuiswedstrijd tegen Vitesse viel Rutten na 70 minuten in voor Aad Kila. Rutten speelde in de verdediging, meestal als libero. Behalve als verdediger speelde Rutten ook eenmaal als doelman in de eredivisie. Op 8 augustus 1991 verdedigde hij de laatste zes minuten van een wedstrijd tegen Feyenoord het doel, nadat alle wisselmogelijkheden al benut waren, en eerste keeper Hans de Koning het veld werd uitgestuurd voor het neerhalen van de doorgebroken Gaston Taument. Hij wist de toegekende vrije trap, genomen door John Metgod, tegen te houden en wist met enkele goede acties het verlies tot 1-0 beperkt te houden.
In februari 1992 moest Rutten noodgedwongen zijn actieve carrière beëindigden, nadat bij hem snel verouderende heupen werden geconstateerd. Hij stond toen al enkele maanden aan de kant. Rutten speelde zijn hele carrière bij Twente. Hij kwam tot 307 wedstrijden waarin hij twaalf doelpunten maakte. De afscheidswedstrijd van Rutten, op 29 juli 1993 in een vriendschappelijke wedstrijd tussen FC Twente en FC Barcelona (1-0), werd overschaduwd door een zware blessure bij doelman Hans de Koning die het einde van diens carrière betekende.

### Nederlands elftal
In zijn jeugd speelde Rutten voor diverse vertegenwoordigende jeugdelftallen, in een lichting waarin ook onder andere Wim Kieft, Erwin Koeman, Ruud Gullit en Danny Blind speelden.
In 1988 werd Rutten opgenomen in de voorselectie van het Nederlands elftal voor het Europees kampioenschap voetbal 1988, maar Rinus Michels gaf uiteindelijk de voorkeur aan Wim Koevermans van Fortuna Sittard. Rutten zou hierover later zeggen: "Over de doden niets dan goeds, maar Michels had natuurlijk mij mee moeten nemen. Ik deed absoluut niet onder voor een jongen als Koevermans."
Hierna werd Rutten door de opvolger van Michels, Thijs Libregts, enkele keren geselecteerd voor het Nederlands elftal. Hij speelde uiteindelijk slechts één interland. Op 16 november 1988 speelde hij een half uur mee in een vriendschappelijke wedstrijd in en tegen Italië. De wedstrijd ging met 1-0 verloren.

### Carrière-overzicht
| Periode   | Club      | Land      | Competitie |
| --------- | --------- | --------- | ---------- |
| 1979-1992 | FC Twente | Nederland | Eredivisie |

## Carrière als trainer

### FC Twente (eerste periode)
Rutten bleef na zijn actieve loopbaan in het voetbal actief. Eerst ging hij bij FC Twente als teambegeleider aan de slag. Voordat hij daar in het seizoen 1999-2000 hoofdtrainer werd, trainde hij onder meer de A- en B-jeugd. In zijn tweede en laatste seizoen als hoofdtrainer bij Twente bezorgde Rutten de club haar eerste hoofdprijs in 24 jaar. In De Kuip werd PSV na strafschoppen verslagen en nam Twente de KNVB beker mee naar huis.

### PSV (hoofd opleidingen en assistent-trainerschap)
In 2001 verliet Rutten FC Twente om hoofd opleidingen te worden bij PSV. Daar stapte hij na één seizoen vanaf om tweede assistent-trainer (achter Erwin Koeman) te worden. Toen Koeman naar RKC Waalwijk vertrok, nam Rutten zijn plek als eerste assistent in. Zijn vervanger was op zijn beurt René Eijkelkamp. Daarna waren Guus Hiddink, Rutten en Eijkelkamp het technisch trio en de eindverantwoordelijken bij PSV. Rutten was officieel assistent, maar hoofdtrainer Hiddink liet veel van zijn veldwerk over aan Eijkelkamp en hem, doordat Hiddink het trainerschap combineerde met het technisch directeur bij PSV en het bondscoachschap van Australië.

### FC Twente (tweede periode)
In maart 2006 tekende Rutten weer, voor drie jaar, bij Twente, dit keer als trainer en technisch directeur. Op 30 mei 2007 werd hij in het radioprogramma NOS Langs de Lijn verkozen tot trainer van het jaar. De oefenmeester van FC Twente werd geroemd vanwege de vierde plaats van zijn ploeg in het seizoen 2006/07 en om haar aanvallende manier van spelen. Ook in de trainersverkiezing van het tijdschrift Sportweek eindigde Rutten bovenaan. Daarnaast waardeerden zijn collega's in het betaalde voetbal zijn werk eveneens, want Rutten werd door de trainersvakbond genomineerd voor trainer van het jaar. In die verkiezing moest hij het opnemen tegen Ronald Koeman (PSV), Louis van Gaal (AZ) en Henk ten Cate (Ajax). Van Gaal won dit keer. In 2008 werd Rutten wel tot trainer van het jaar gekozen. Hij versloeg medegenomineerden Ernie Brandts (NAC Breda), Gertjan Verbeek (sc Heerenveen) en Stanley Menzo (FC Volendam).
In november 2007 werd Rutten gevraagd om hoofdtrainer bij PSV te worden na het vertrek van Ronald Koeman naar Valencia. Hij bedankte voor de eer en zette zijn functies bij FC Twente voort.

### Schalke 04
Op 23 april 2008 tekende Rutten een contract bij het Duitse Schalke 04. Vanaf 1 juli 2008 trainde hij dit team uit de Bundesliga, maar een groot succes werd zijn trainerschap in Duitsland niet. Op 26 maart 2009 werd Rutten door de club op non-actief gesteld na een aantal tegenvallende prestaties.

### PSV (hoofdtrainerschap)
Lang hoefde Rutten niet te wachten op een nieuwe club. Op 17 april 2009 werd bekend dat hij voor een periode van drie jaar bij PSV tekende, als opvolger van de, ook alweer snel, opgestapte Huub Stevens. Rutten was 2,5 jaar trainer van de Eindhovense formatie. Zowel in zijn eerste als tweede seizoen eindigde de ploeg 3e in de competitie, een positie die geen recht gaf op deelname aan de lucratieve Champions League. Daarnaast pakte PSV in die jaren geen prijzen. Wel verbeterde Rutten op 27 november 2009 een clubrecord dat Kees Rijvers in het seizoen 1974/75 zette, door voor de 32e officiële wedstrijd op rij ongeslagen te blijven. Uiteindelijk eindigde de reeks na 39 wedstrijden op 27 januari 2010.
In de zomer van 2011 investeerde PSV, onder leiding van technisch manager Marcel Brands 28 miljoen euro in nieuwe spelers. Eind 2011 maakte Rutten bekend zijn contract bij PSV niet te verlengen, omdat hij na drie jaar toe was aan een nieuwe uitdaging. Op dat moment voerde de club de eredivisie aan en was zij nog actief in de Europa League. De ploeg begon de tweede seizoenshelft echter slecht en de positie van Rutten kwam, wederom, onder druk te staan. Na een drietal belangrijke, grote nederlagen tegen FC Twente (4 maart, 2-6), Valencia CF (8 maart, 4-2) en NAC Breda (11 maart, 3-1) bleek de positie van Rutten onhoudbaar te worden. Hoewel de selectie zich direct na de nederlagen achter de trainer schaarde.
Op 12 maart 2012 besloot PSV het contract met Fred Rutten te ontbinden. Hij werd in Eindhoven opgevolgd door zijn assistent-coach Phillip Cocu en Ernest Faber, die vervroegd overkwam van FC Eindhoven. Assistent-trainer Erik ten Hag, die met Rutten overkwam van FC Twente, toonde zich solidair met Rutten en nam ontslag bij PSV.

### Vitesse
In mei 2012 voerde Rutten verkennende gesprekken met Vitesse over een eventuele verbintenis bij de Arnhemse club. Hoewel beide partijen in eerste instantie contact ontkenden, bleven deze geruchten terugkomen. Op 1 juli werd bekendgemaakt dat Rutten voor één seizoen tekende bij Vitesse. Rutten ging in Arnhem samenwerken met twee oude bekenden, assistent- trainer Patrick Greveraars en spitsen-trainer René Eijkelkamp, naast de zittende assistenten Stanley Menzo en Albert Capellas.
Rutten maakte op 19 juli 2012 zijn officiële debuut als hoofdcoach van Vitesse in de Europa League uit tegen Lokomotiv Plovdiv. Die wedstrijd werd met 4–4 gelijkgespeeld. Thuis werd een week later met 3–1 gewonnen, waardoor Vitesse in de derde voorronde Anzji Machatsjkala trof. Op 2 augustus verloor Vitesse de uitwedstrijd tegen de club van Guus Hiddink met 2–0 en een week later verloor Vitesse opnieuw met 2–0, waardoor Vitesse uitgeschakeld was in de Europa League.
Vitesse eindigde dat seizoen op een succesvolle vierde plaats, achter Ajax, PSV en Feyenoord. Na het seizoen 2012-2013 werd Rutten genomineerd voor de Rinus Michels Award. Ajax-Coach Frank de Boer ging er uiteindelijk met de prijs vandoor. Op 18 mei 2013 liet Rutten de club weten niet in te gaan op de hem aangeboden contractverlenging. Volgens Rutten was er geen conflict tussen hem en clubeigenaar Merab Zjordania, maar bleek dat hun visies te ver uiteenliepen. Hij werd opgevolgd door Peter Bosz.

### Feyenoord
Op 1 juli 2014 nam Rutten de taken als hoofdtrainer van Feyenoord over van Ronald Koeman. Hij tekende een contract voor één seizoen. Na aankomst bij Feyenoord kreeg hij direct te maken met een leegloop van de selectie. Voor aanvang van het seizoen werden basisspelers Bruno Martins Indi, Daryl Janmaat, Stefan de Vrij en Graziano Pellè verkocht, terwijl slechts een deel van deze inkomsten geherinvesteerd kon worden. De eerste belangrijke seizoenswedstrijd, een thuiswedstrijd tegen Beşiktaş JK in de voorronde van de Champions League, ging met 1-2 verloren. Ook in de competitie kende de ploeg, mede vanwege de grote wijzigingen in de selectie, een stroeve start. Na enige tijd ging het elftal echter beter draaien en al spoedig vond de club een vaste positie op de derde plaats van de ranglijst, achter titelkandidaten AFC Ajax en PSV. Onder Rutten wist Feyenoord ook voor het eerst in tien jaar weer te overwinteren in de Europa League. Voor deze prestatie werd Rutten genomineerd voor de Rinus Michels Award, maar hij won deze niet.
Hoewel de club onder Rutten goed presteerde en technisch manager Martin van Geel al gezinspeeld had op een langer verblijf, maakte Rutten in maart bekend zijn contract niet te verlengen, omdat hij te weinig vooruitgang en topsportklimaat zag bij de club. In het slot van de competitie verspeelde Feyenoord veel punten, zo werden in de laatste vijf duels slechts twee punten behaald. Hierdoor verloor Feyenoord op de laatste speeldag de derde plaats, die recht gaf op direct Europees voetbal, aan AZ. Op zondag 17 mei, na afloop van de laatste reguliere wedstrijd tegen PEC Zwolle, die ontaardde in een 3-0 nederlaag, gaf Rutten aan dezelfde dag nog in gesprek te gaan met Van Geel. 's Avonds werd hij door de club op een zijspoor gezet. Zijn taken werden tijdens de play-offs voor Europees voetbal overgenomen door Giovanni van Bronckhorst, die de club al eerder had vastgelegd als opvolger van Rutten. Het lukt echter ook hem niet de club, via de Play-offs een Europees ticket te bezorgen.
Kort na zijn vertrek bij Feyenoord, werd Rutten genoemd bij FC Twente. Ted van Leeuwen, met wie Rutten eerder werkte bij Vitesse, was daar technisch manager geworden.
Rutten voerde in de eerste helft van het seizoen 2015-2016 enkele gesprekken over een rol als hoofdtrainer, als opvolger van de ontslagen Alfred Schreuder, of technisch directeur. Rutten besloot uiteindelijk niet terug te keren, omdat hij vond dat het beeld dat de club schetste te rooskleurig was voor de situatie waarin de club zich bevond.

### Al-Shabab
Na wederom een seizoen zonder club te hebben gezeten, tekende Rutten in mei 2016 een contract bij Al-Shabab uit de Verenigde Arabische Emiraten. Dit gebeurde op initiatief van Eric Viscaal, die technisch directeur was bij de club. Patrick Greveraars, die eerder zijn rechterhand was bij PSV, Vitesse en Feyenoord, werd zijn assistent. Terry Peters, met wie hij werkte bij Vitesse, werd aangesteld als conditietrainer. Arno van Zwam, die actief was bij het Nederlands elftal en wiens contract niet werd verlengd bij ADO Den Haag, werd zijn keeperstrainer. Hij nam Rini Coolen mee als trainer voor de beloftenploeg. Daarnaast nam de club spits Ruud Boymans over van FC Utrecht. Al-Shabab stuurde Rutten in januari 2017 weg. De club stond op dat moment achtste in de VAE Liga.

### Maccabi Haifa
Rutten tekende op 24 januari 2018 een contract voor anderhalf jaar bij Maccabi Haifa, waar Mo Allach, met wie hij eerder samenwerkte bij Vitesse, technisch directeur geworden was. Allach had in eerste instantie Rob Maas aangesteld als hoofdtrainer, maar besloot uiteindelijk Rutten boven hem te stellen. Op 1 november 2018 stapte Rutten op als trainer van Maccabi Haifa na het vertrek van technisch directeur Mo Allach een dag eerder.

### RSC Anderlecht
Op 6 januari 2019 werd bekend dat hij trainer werd van de Belgische club RSC Anderlecht. Anderlecht bevond zich op dat moment in een diepe crisis: op negen speeldagen voor het einde van de reguliere competitie bevond de club zich op een voor de club abnormale vijfde plaats, op 14 punten van leider KRC Genk. Anderlecht dreigde zo voor het eerst sinds de invoering van de play-offs naast een deelname aan Play-off 1 te grijpen.
Rutten verloor zijn eerste wedstrijd, tegen AA Gent, met 1-0. Een week later werd er thuis gewonnen tegen KAS Eupen, ondanks een voorsprong voor de Oostkantonners tijdens de rust. Na de 2-1-nederlaag tegen Standard Luik de week nadien viel Anderlecht voor het eerst dat seizoen uit de top zes, waardoor er steeds meer gevreesd werd dat Anderlecht veroordeeld zou worden tot Play-off 2, maar na een knappe 14 op 18 wist Anderlecht zich uiteindelijk tóch tot de eerste zes te scharen. Play-off 1 verliep echter dramatisch voor Anderlecht: op de eerste drie speeldagen werd er verloren van KRC Genk (3-0), Club Brugge (2-3) en Antwerp FC (1-2); de vierde wedstrijd tegen Standard Luik werd zelfs na een halfuur bij een 2-0 achterstand, afgefloten na supportersprotesten van de paars-witte aanhang.
Op 16 april 2019 maakten Anderlecht en Rutten bekend de samenwerking per direct stop te zetten, nadat Rutten had aangegeven in de zomer de club sowieso te verlaten. Hierop maakten Anderlecht en Rutten de weg vrij om de voorbereiding op het volgende seizoen te starten.

### PSV (assistent-trainerschap en interimschap)
Met ingang van het seizoen 2022/'23 wordt hij assistent-trainer van Ruud van Nistelrooij bij PSV. Hij tekende een contract voor drie seizoenen. Op 24 mei 2023 nam hij na het vertrek van Van Nistelrooij het stokje over als interim-trainer. Ruttens team moest winnen van AZ om zich te verzekeren van Champions League-deelname. Het team won met 2-1. Na het seizoen 2022/'23 vertrekt ook Rutten bij PSV.

### Carrièreoverzicht
| Periode   | Club           | Land                         | Competitie         | Functie                        |
| --------- | -------------- | ---------------------------- | ------------------ | ------------------------------ |
| 1992-2000 | FC Twente      | Nederland                    | Eredivisie         | Assistent-Trainer              |
| 2000-2001 | FC Twente      | Nederland                    | Eredivisie         | Trainer                        |
| 2001-2002 | PSV            | Nederland                    | Eredivisie         | Hoofd opleidingen              |
| 2002-2006 | PSV            | Nederland                    | Eredivisie         | Assistent-trainer              |
| 2006-2008 | FC Twente      | Nederland                    | Eredivisie         | Trainer en technisch directeur |
| 2008-2009 | Schalke 04     | Duitsland                    | Bundesliga         | Trainer                        |
| 2009-2012 | PSV            | Nederland                    | Eredivisie         | Trainer                        |
| 2012-2013 | Vitesse        | Nederland                    | Eredivisie         | Trainer                        |
| 2014-2015 | Feyenoord      | Nederland                    | Eredivisie         | Trainer                        |
| 2016-2017 | Al-Shabab      | Verenigde Arabische Emiraten | VAE Liga           | Trainer                        |
| 2017-2018 | Maccabi Haifa  | Israël                       | Ligat Ha'Al        | Trainer                        |
| 2019-2019 | RSC Anderlecht | België                       | Jupiler Pro League | Trainer                        |
| 2022-2023 | PSV            | Nederland                    | Eredivisie         | Assistent-trainer              |
| 2023-2023 | PSV            | Nederland                    | Eredivisie         | Interim-trainer                |

## Erelijst
Als trainer
| KNVB beker         | 1× | 2000/01 |
| UEFA Intertoto Cup | 1× | 2006    |

| Rinus Michels Award | 1× | 2008 |

## Privé
Rutten is getrouwd en heeft twee dochters.